# Служба рибних ресурсів та дикої природи США
Служба рибних ресурсів та дикої природи США (англ. United States Fish and Wildlife Service, FWS) — підрозділ Департаменту внутрішніх справ США, метою якого є контроль та збереження дикої природи. Містить у своєму складі такі підрозділи:
- Система національних резервів дикої природи (National Wildlife Refuge System)
- Підрозділ збереження місць мешкання птахів (Division of Bird Habitat Conservation)
- Програма федеральних какчових марок (Federal Duck Stamp Program)
- Національна система нерестовищ (National Fish Hatchery System)
- Програма вимираючих видів (Endangered Species program)

Служба спочатку була заснована як міжвідомча комісія під назвою «Комісія з рибних ресурсів та рибальства» (U.S. Commission on Fish and Fisheries), пізніше відома як «Бюро рибальства» (Bureau of Fisheries) в складі Дапартаменту торгівлі США та Підрозділу економічної орнітології та теріології (пізніше відомого як «Бюро біологічного огляду» — Bureau of Biological Survey) Департаменту сільського господарства США. Сучасне підпорядкування було встановлено в 1939 році, коли згадані бюро були передані Департаменту внутрішніх справ та реорганізовані.
Головною місією Служби рибних ресурсів та дикої природи США є, «працюючи разом з іншими організаціями, збереження, охорона та відновлення популяції риби, диких тварин, рослин та довкілля з метою підтримання можливості отримання користі для народу США». В управлінні FWS знаходяться понад 520 Національних резервів дикої природи та 66 Національних нерестовищ. На сайті організації www.fws.gov знаходяться посилання на інформацію про всі аспекти її діяльності, тобто про бюджет, гранти, офіси, партнерські організації, освітні програми, полюювання, рибальство та видачу дозволів на них, про птахів, риб, інших тварин, довкілля та їх охорону.
Також згідно з «Актом про орлині пір'я» та «Законом про охорону білоголового орлана та беркута», служба також управляє «національним орлиним сховищем» та дозволяє використання орлиного пір'я для релігійних церемоній індіанців.
З 2000—2006 років FWS також керує двома Національними монументами (Ганфорд-Річ в штаті Вашингтон і Папауанаумокуакеа в штаті Гаваї).

## Ресурси Інтернету
- U.S. Fish and Wildlife Service — офіційний сайт служби